# Coatham Mundeville
Coatham Mundeville is een civil parish in het Engelse graafschap Durham.